# Apeadeiro de São Sebastião-A
O Apeadeiro de São Sebastião - A, originalmente conhecido como São Sebastião, é uma gare encerrada da Linha do Tua, situada na cidade de Mirandela, em Portugal. Serviu como porta de entrada para o Estádio de São Sebastião.

## Descrição
O abrigo de plataforma situa-se do lado nascente da via (lado direito do sentido ascendente, a Bragança).

## História
Este apeadeiro situa-se no lanço da Linha do Tua entre Mirandela e Romeu, que abriu à exploração em 2 de Agosto de 1905. Em 1933, a Companhia Nacional de Caminhos de Ferro ampliou a casa do guarda em São Sebastião com uma gare e um alpendre, de forma a estabelecer ali uma paragem. O abrigo de plataforma situava-se do lado nascente da via (lado direito do sentido ascendente, a Bragança).
A Linha do Tua foi encerrada entre Mirandela e Bragança em 15 de Dezembro de 1991, tendo o lanço entre Carvalhais e Mirandela sido reaberto em 28 de Julho de 1995, como parte do programa do Metro de Mirandela.

A 14 de dezembro de 2018 os serviços feroviários do Metro de Mirandela foram suspensos.